# Grötrim
Grötrim är ursprungligen en typ av enkel vers på rim, som man i tur och ordning framförde under grötmåltiden på julafton. Grötrimmen har sitt ursprung i 1700-talets allmoge i södra Sverige (undantag för Skåne) och hade ursprungligen ofta socialkritisk, ibland erotisk, undertext innan de fick mer borgerlig karaktär under 1800-talet. Grötrimmen ersatte de äldre leverrimmen, som framfördes under måltider där lever ingick.
På senare tid används ordet grötrim allmänt om mycket simpla verser på rim och används bland annat som julklappsrim.